# Industrie in de Sovjet-Unie
De grootste en belangrijkste economische tak in de voormalige Sovjet-Unie was de industrie. Hier bestonden twee groepen:
- Groep A: Productiemiddelen (zware industrie) + militaire industrie (samen een aandeel van 75%)
- Groep B: Consumptieproducten (auto's, radio's en televisies,...) (resterende 25%)

Geproduceerde goederen waren oorspronkelijk enkel voor het binnenland bestemd. Na de Tweede Wereldoorlog werd de export echter steeds belangrijker, vooral die naar andere communistische staten zoals China, de DDR, Cuba en Vietnam.
De industrie van de Sovjet-Unie werd gekenmerkt door planning en centralisatie: zo goed als alles (productiedoelen, quota, fabrieksbazen) werd gecontroleerd en bepaald door de staat, waardoor de industrie, net als de landbouw, nauwelijks onafhankelijkheid kende.

## Geschiedenis

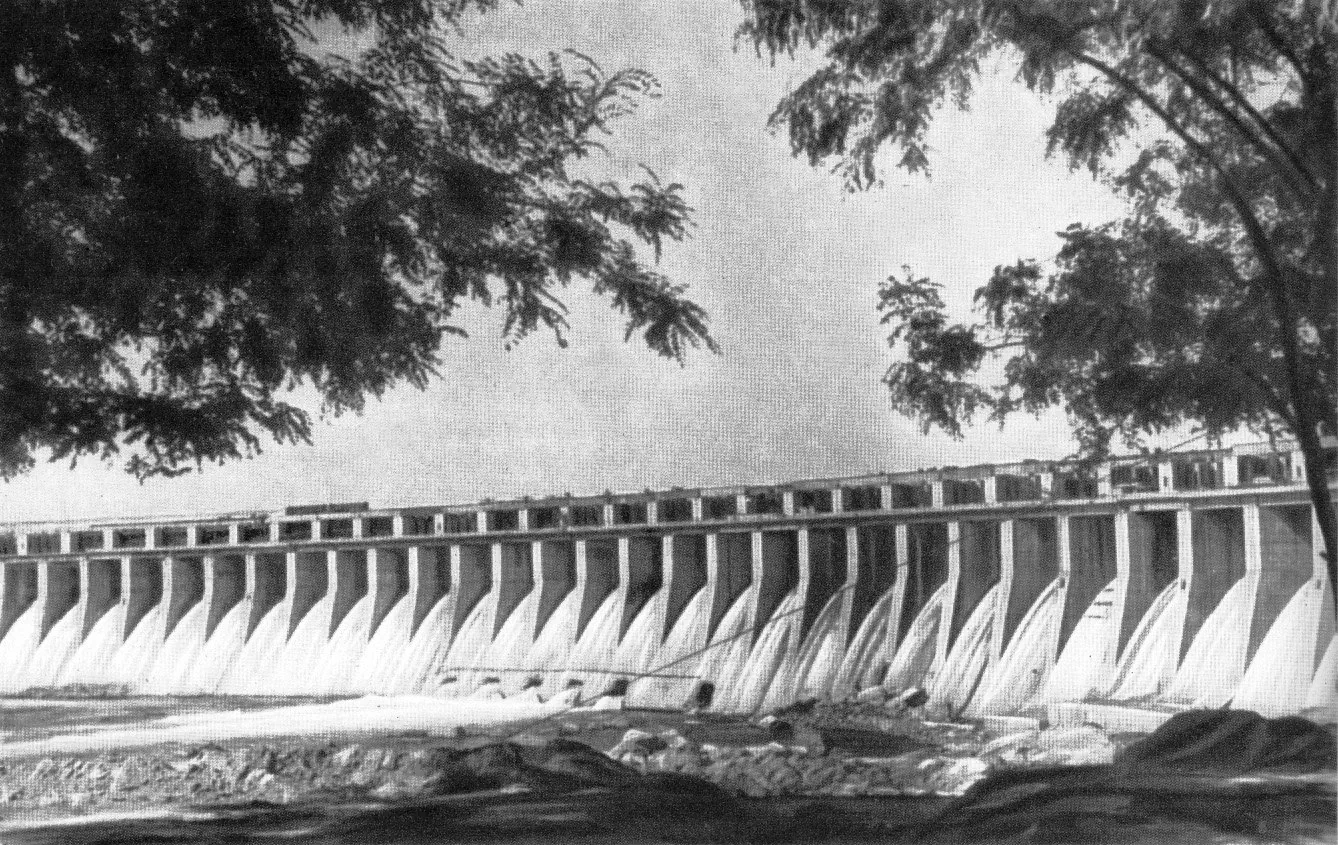
DnjeproGES: waterkrachtcentrale aan de Dnjepr, voltooid tijdens het eerste vijfjarenplan

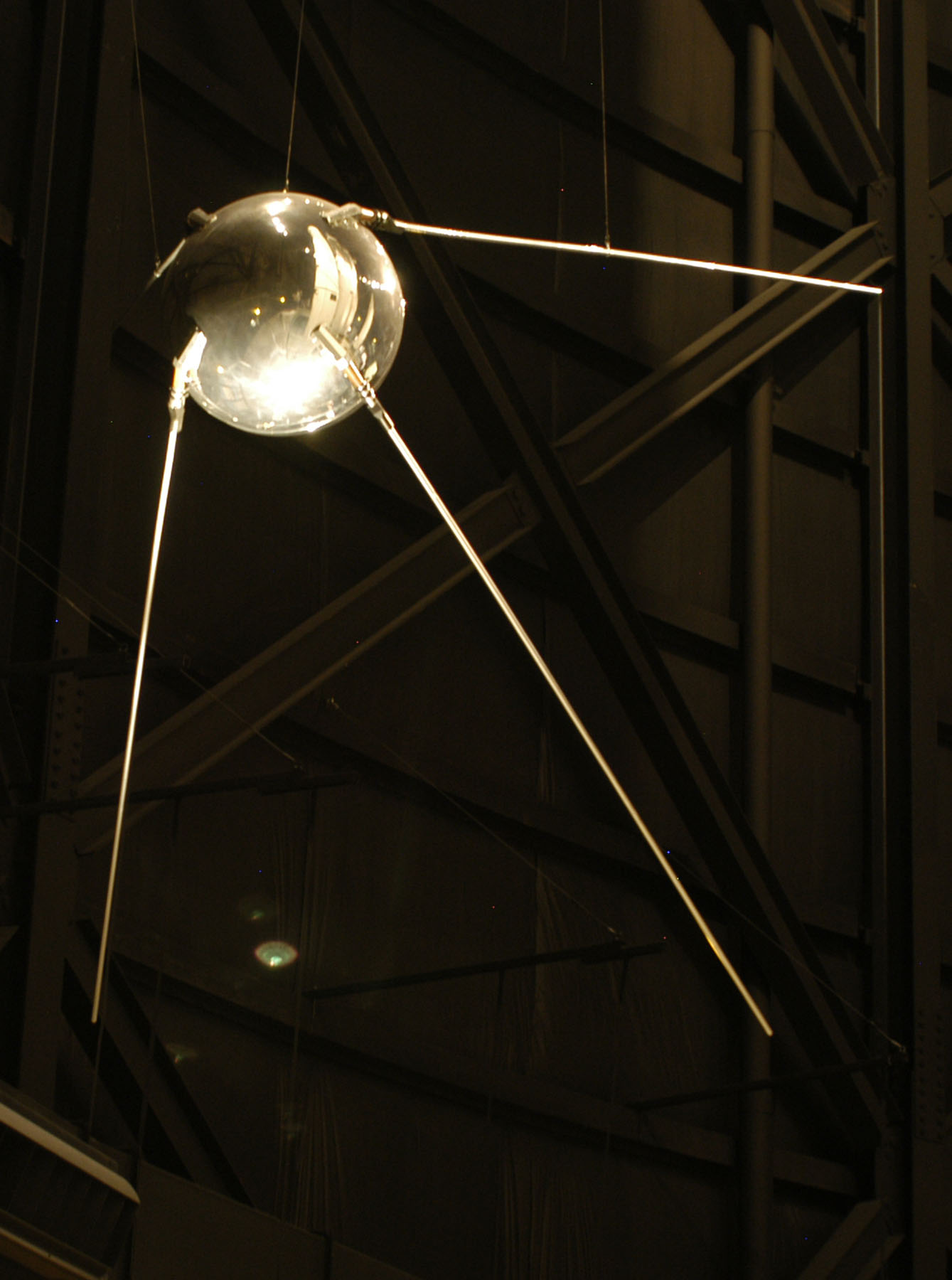
De Spoetnik 1: De industriële vooruitgang van de Sovjet-Unie maakte ruimtemissies mogelijk.

Ten tijde van het Russische Rijk had de industrie slechts een klein belang en de Russische Revolutie veranderde daar weinig aan. Echter, toen Jozef Stalin zijn macht wist te consolideren aan het einde van de jaren 20, startte hij het "Eerste Vijfjarenplan": alle beschikbare middelen zouden worden ingezet om een explosieve groei van de industrie te bewerkstelligen. Het plan slaagde op industrieel vlak (bijna een verdubbeling in de industriële productie), maar niet in de landbouw.
Gesterkt door het succes in de industrie begon Stalin nog een plan, dat de industriële productie verder verhoogde.
Tijdens de Tweede Wereldoorlog werden vele belangrijke industriegebieden, waaronder het Donetsbekken, door de Duitsers bezet. De fabrieken werden echter grotendeels gered door de evacuatie van de arbeiders en machines naar Siberië en de Oeral. Door de twee vijfjarenplannen en de enorme reserves aan mankracht slaagde de Sovjet-Unie erin de Duitse opmars te stoppen en deze later terug te dringen.
Na de oorlog kwamen er weer een hele reeks vijfjarenplannen. Tot de dood van Stalin in 1953 waren deze vooral op de zware industrie gericht. Later, onder de leiding van Nikita Chroesjtsjov, lag de nadruk op de landbouw en zware industrie. Na 1964, onder Leonid Brezjnev, investeerde men meer en meer in de consumptie-industrie.
Tot de jaren 70 haalden de meeste vijfjarenplannen hun doelen, maar daarna begon economische groei te stagneren, mede door de logge planning, corruptie, een duur bureaucratisch systeem en verouderde fabrieken (vooral in de zware industrie). Michail Gorbatsjov slaagde er, ondanks zijn beloften, niet in deze negatieve trend een halt toe te roepen. Integendeel, er vond negatieve groei plaats. Na het uiteenvallen van de Sovjet-Unie in 1991 sloten vele van deze verouderde fabrieken.
Grote verdiensten van de industrie in de Sovjet-Unie waren echter:
- Eliminatie van stedelijke werkloosheid
- Een einde aan Ruslands economische achterstelling
- Een grote bijdrage aan de overwinning in de Tweede Wereldoorlog
- Een grote bijdrage aan ruimtesuccessen van de Sovjet-Unie (eerste satelliet, de Spoetnik 1, de eerste man in de ruimte, Joeri Gagarin,...)

## De zware industrie (Groep A)
De zware industrie vormde de ruggengraat van de economie van de Sovjet-Unie, mede door de grote hoeveelheden bodemschatten die in haar bodem ontgonnen werden. De USSR was de grootste producent ter wereld van aardolie, aardgas, cement, staal en ijzererts. Voor de jaren 70 werd de olie vooral uit Europees-Rusland gehaald (het Oeral-Volgabekken), waarna het hoofdgebied verschoof naar Siberië. Hetzelfde gold voor aardgas (35% van de wereldproductie).

## De consumptie-industrie (Groep B)

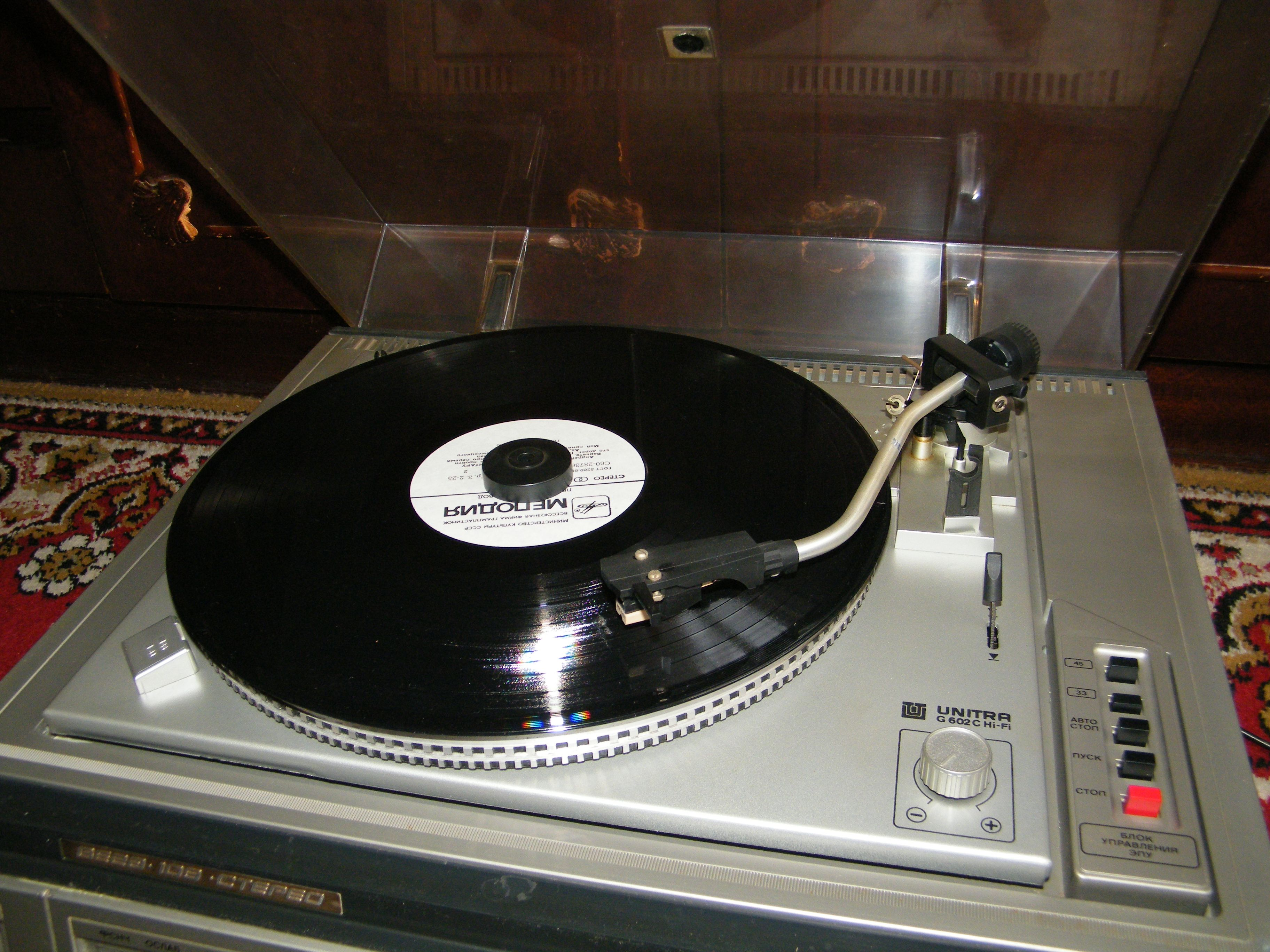
Platenspelers, zoals deze Vega-109, behoorden tot groep B. Om een exemplaar te kopen moest men het equivalent van een maandloon neertellen.

De consumptie-industrie had in de Sovjet-Unie tot de jaren 70 weinig betekenis. Vanaf de jaren 70 investeerde men echter steeds grotere bedragen in deze industrie, om de levensstandaard in de USSR te verhogen. Dit lukte grotendeels, maar in de tweede helft van de jaren 80 deden zich steeds grotere problemen voor, vooral op vlak van beschikbaarheid en kwaliteit:
- De staat gaf de zware industrie meestal voorrang op de consumptie-industrie. Hierdoor moesten deze bedrijven het met minder doen en konden dus niet even snel uitbreiden als traditionele fabrieken.
- Als gevolg van de staatsplanning, voldeden vele producten (vooral kledij) niet aan de eisen van de consument en geraakten de deur niet uit. Waarde van deze producten bedroeg in 1988 3 miljard roebel.
- Bedrijven leverden vooral producten die makkelijker en goedkoper te produceren waren. Of die goederen verkocht werden of niet, dat maakte deze bedrijven weinig uit, aangezien de staat voor hun budget zorgde, en geen winsten.
- Vele consumptiegoederen waren wel beschikbaar (behalve eind jaren 80), maar de kwaliteit liet regelmatig te wensen over: enorme hoeveelheden televisies, radio's, wasmachines, stofzuigers, enzovoorts werden als ongeschikt afgekeurd. Gemiddeld werd één op drie verkochte televisietoestellen binnen de garantieperiode teruggebracht.

## Industriegebieden

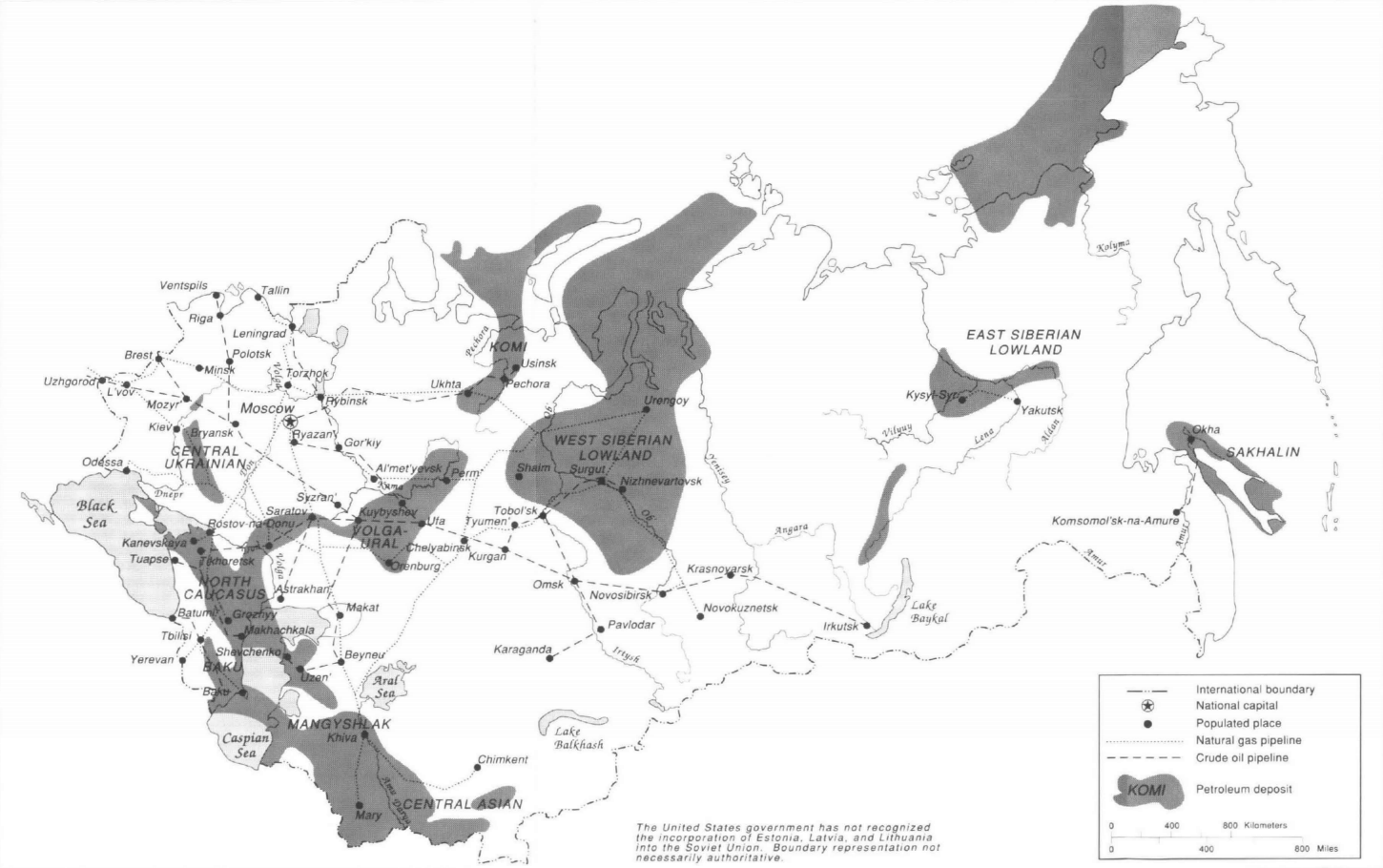
Olievelden in de Sovjet-Unie, 1982

In de USSR bevonden zich 7 grotere industriële centra:
- Oost-Oekraïne: grote erts- en kolenmijnen in het Donetsbekken, gunstige ligging en het grootste mijnbouwgebied van Europa.
- De zuidelijke Oeral: tijdens zijn bestaan bouwde de USSR hier vele complexen om de grote grondstoffenvoorraad te benutten en deze grondstoffen te verwerken.
- De Koezbass: kolenleverancier van de Oeral.
- De Kazakkenhoogten (rond de stad Karaganda): grote voorraden van lood, koper en zink.
- Bovenloop van de Jenisej en de Angara (steden Minoesinsk, Irkoetsk, Krasnojarsk, Bratsk en Angarsk): grote waterkrachtcentrales zorgden hier voor de energievoorziening.
- Industriegebied in en rond Moskou: Hoewel hier geen grondstoffen te vinden zijn, kende Moskou een grote industrie dankzij de ligging vlak bij de afzetmarkt en de grote bevolking.
- Industriegebied in Leningrad: Ook hier zijn geen grondstoffen voor handen. Door de grote bevolking en de haven was de industrie hier ook van groot belang.